# Trần Anh Du
Trần Anh Du (sinh năm 1964) là một sĩ quan cấp cao trong Quân đội Nhân dân Việt Nam, hàm Thiếu tướng, hiện là Phó Tư lệnh Quân khu 2.

## Thân thế và binh nghiệp
Trước năm 2017, ông là Chỉ huy trưởng Bộ Chỉ huy quân sự tỉnh Tuyên Quang, Quân khu 2.
Ngày 13 tháng 7 năm 2017, Bộ Chỉ huy quân sự tỉnh đã tổ chức Hội nghị bàn giao nhiệm vụ Chỉ huy trưởng Bộ Chỉ huy quân sự tỉnh Tuyên Quang. Theo Quyết định của Bộ trưởng Bộ Quốc phòng về công tác cán bộ năm 2017, Đại tá Trần Anh Du, Chỉ huy trưởng Bộ Chỉ huy quân sự tỉnh được bổ nhiệm giữ chức vụ Phó Tham mưu trưởng Quân khu 2; Đại tá Hà Kiên Cường, Phó Chỉ huy trưởng Bộ Chỉ huy quân sự tỉnh được bổ nhiệm giữ chức vụ Chỉ huy trưởng Bộ Chỉ huy quân sự tỉnh.
Tháng 7 năm 2018, ông được thăng quân hàm Thiếu tướng.
Tháng 11 năm 2018, ông được bổ nhiệm giữ chức Phó Tư lệnh Quân khu 2.
Thiếu tướng (2019)